# Dzierzgoń
Dzierzgoń (en allemand : Christburg) est une ville de Pologne, située dans le nord du pays, dans le powiat de Sztum au sein de la voïvodie de Poméranie. Elle est le chef-lieu de la gmina de Dzierzgoń.

## Géographie
La ville est située dans la région historique de Pomésanie, partie de la Prusse. Elle se trouve à 23 kilomètres au sud-est de Malbork et à 25 kilomètres au sud d'Elbląg.

## Histoire
De 1818 à 1945, Christburg fait partie de l'arrondissement de Stuhm dans le district de Marienwerder au sein de la province de Prusse-Occidentale.

## Jumelages
- Finspång (Suède)
- Finsterwalde (Allemagne)
- Nordborg (Danemark)
- Sittensen (Allemagne)

## Personnalités liées à la commune
- Ernst Schirlitz (1893–1978), officier de marine.